# Patchaï Reyes
Patchaï Reyes (Arle, Provença, cap al 1956) és un músic i guitarrista gitano català, membre del grup musical Gipsy Kings. És fill del fundador del grup, José Reyes, i cosí de Manitas de Plata i d'Hyppolyte Baliardo. Patchaï és el quart dels cinc fills de José Reyes que integren els Gipsy Kings; els seus germans grans són Paul, Canut i Nicolas i el més petit, Andre Reyes. Tot i que Nicolas n'és el cantant principal, Canut i Patchaï també hi apareixen com a vocalistes líders. Patchaï, a més, és un dels guitarristes.
Els avis de Patchaï provenien de Catalunya, d'on van fugir arran de la Guerra Civil Espanyola. Segons afirma el seu germà Paul en una entrevista, el seu avi Joanet era de Figueres i estava emparentat amb el pare d'en Peret. Com tota la seva família, Patchaï parla català i francès, tot i que canta sobretot en castellà. Els membres de Gipsy Kings i les seves respectives famílies, tots ells gitanos catalans, estan repartits entre Arle i Montpeller.